# Fritrappa

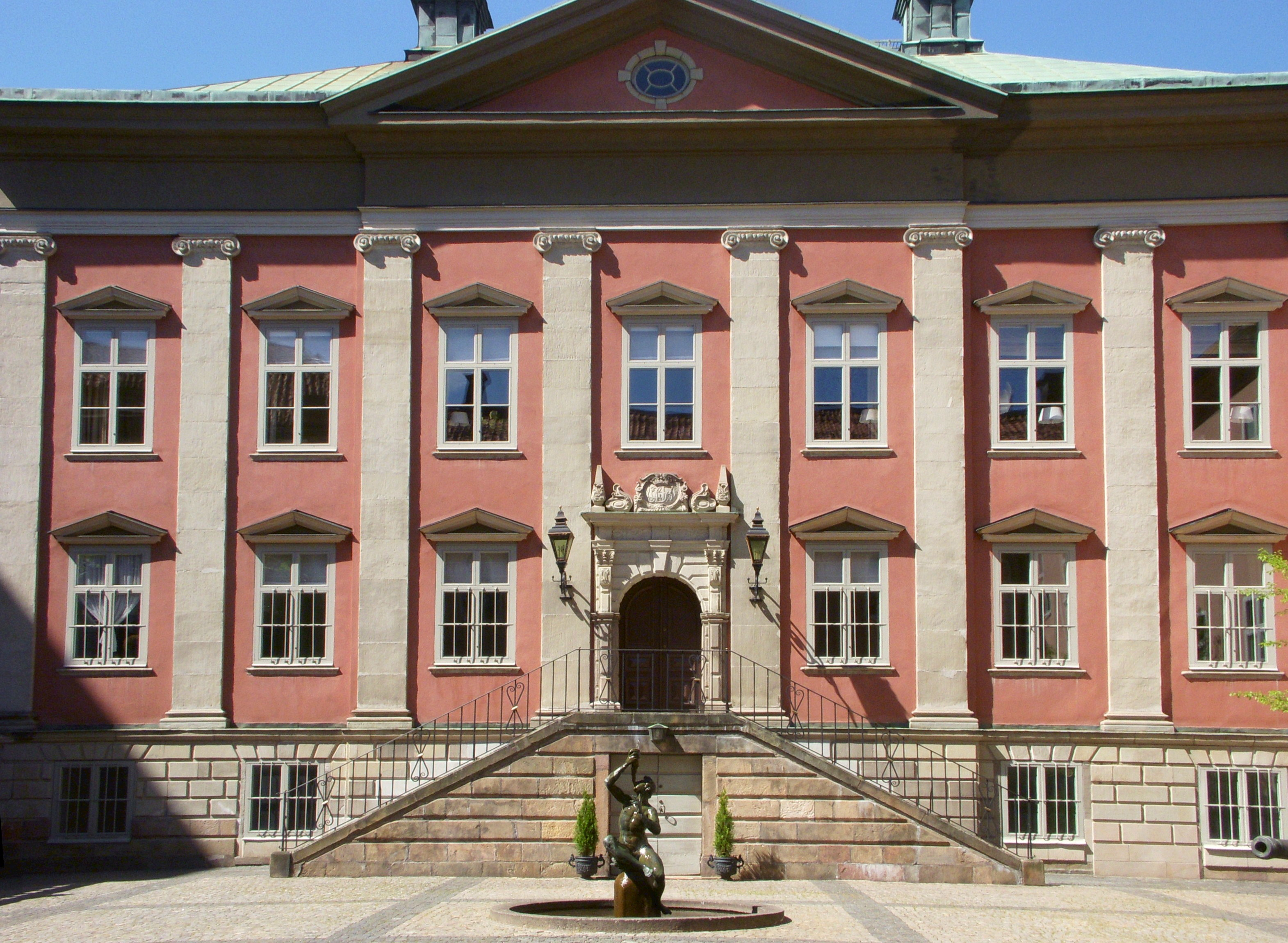
Louis De Geers palats i Stockholm. Fasad mot innergården med fritrappa och portal, 2010.

En fritrappa är en utvändig trappa som leder till en byggnads entré. Fritrappor är oftast monumentala. Curl noterar tre mer specifika delar, plattformen som nås av symmetriska steg som leder till piano nobile i en byggnad, själva stegen eller plattformsbasen av byggnader. Fritrappa knyts också till en typ av belgiskt medborgarmonument, som vanligtvis sitter på en fritrappa.

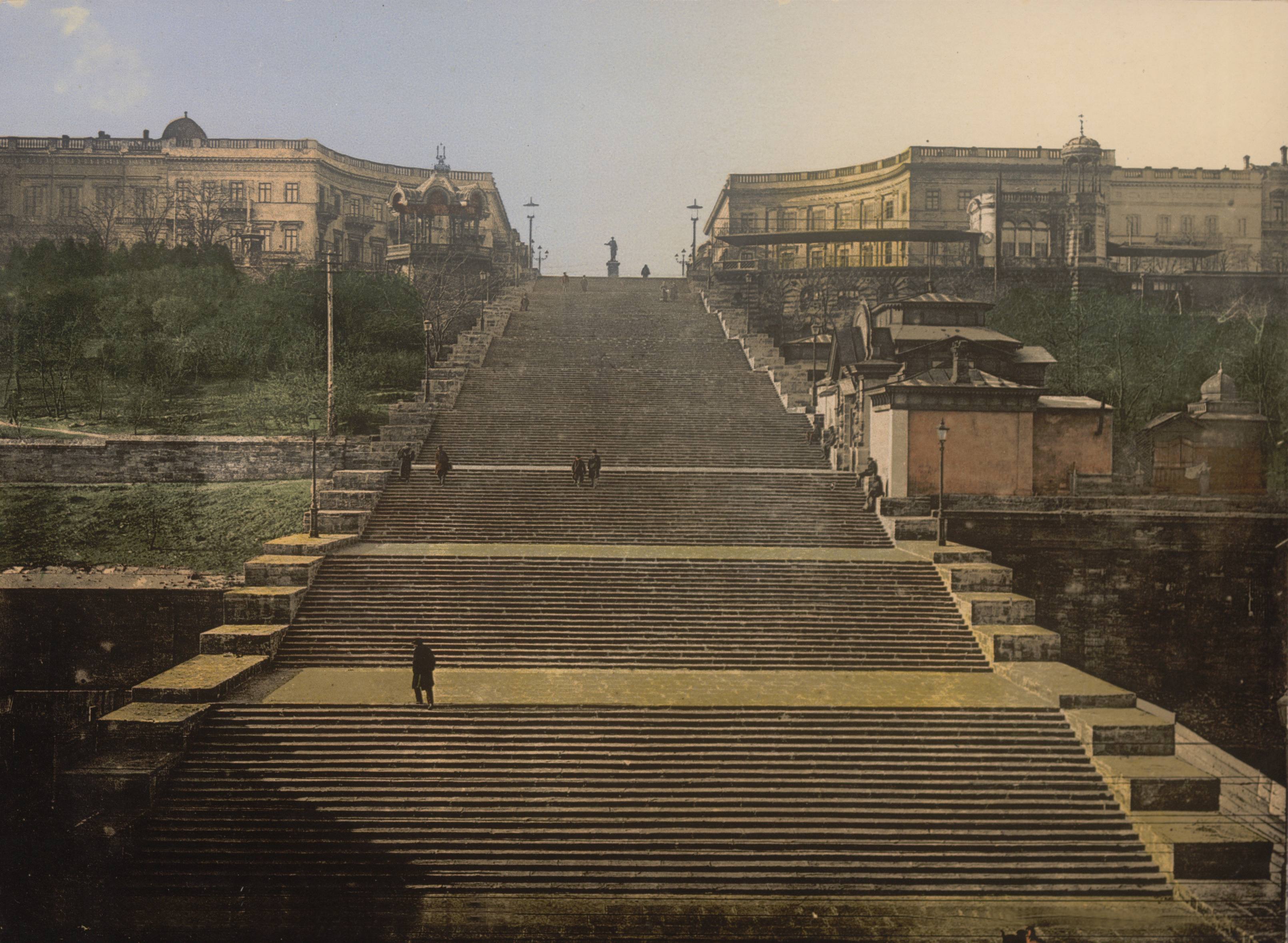
Potemkintrappan i Odessa, Ukraina.

En fritrappa kan placeras framför huvudentrén till en byggnad eller ett hus, antingen som en enda stentrappa eller ett par sådana trappor som leder upp till entrén och byggda i romansk eller palladisk stil och dekorerad med bågar, Balusttrader och konsoler.
En av de största och mest imponerande barocktrapporna finns utanför katedralen i Girona och består av 90 trappsteg på tre trappor. Calà del Sasso i Övre Italien har 4 444 trappsteg och är en av de största utomhustrapporna i Europa. Också välkänd är Spanska trappan i Rom, som leder från Piazza di Spagna till kyrkan Santissima Trinità dei Monti. På teatern Freilichtspiele Schwäbisch Hall är trappan framför stadskyrkan huvudscenen för teateruppsättningar. Strudlhofstiege i Wien, en trappa i jugendstil, är välkänd eftersom den är titeln på en roman av Heimito von Doderer.
Weinbergtreppe eller Weinbergstaffel är namnet på de yttre trapporna som används i vingårdar. De är mycket branta och placeras ofta mellan höga vingårdsmurar. De är normalt gjorda av block av natursten.

## Galleri

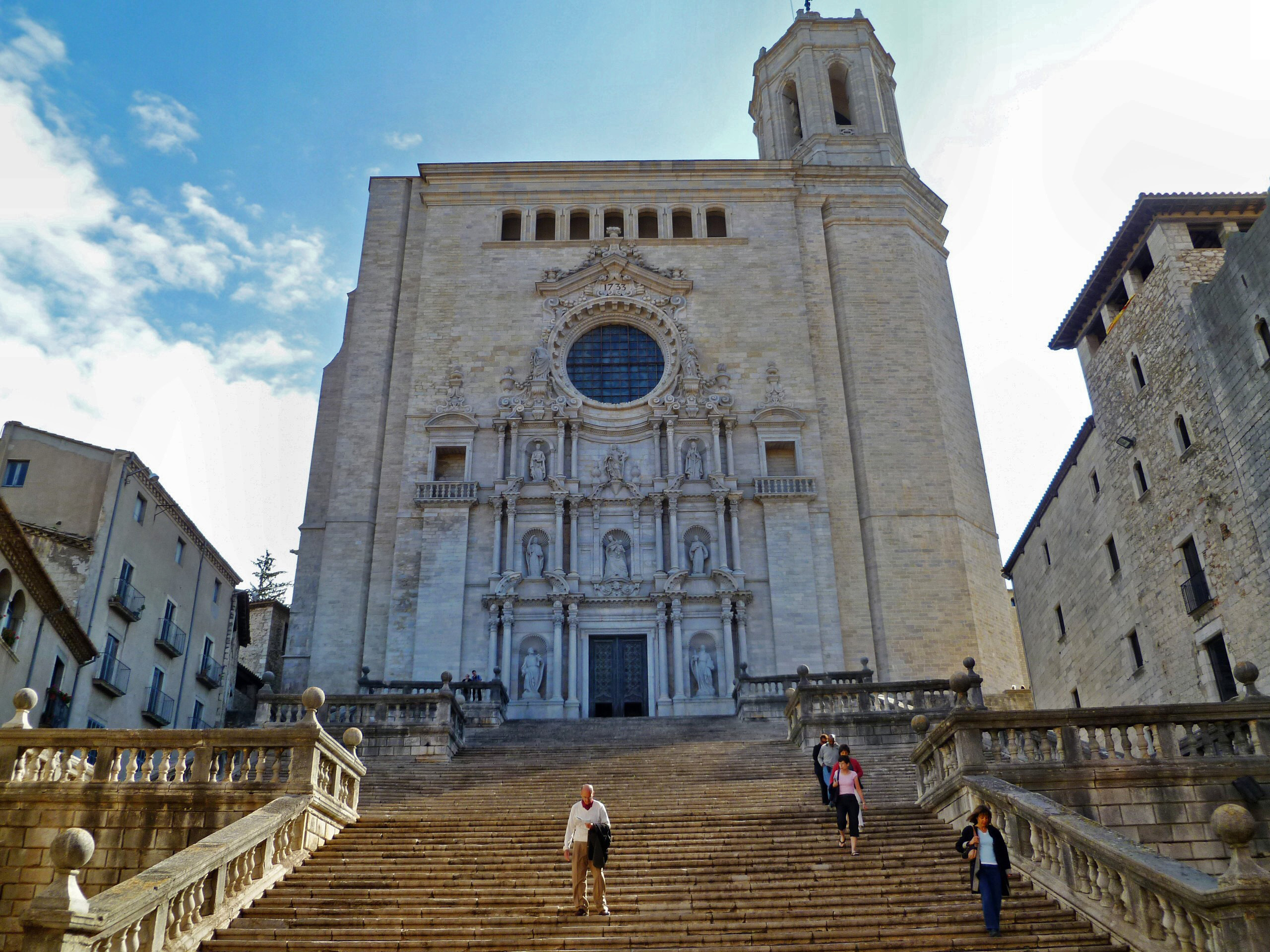
Katedralen i Girona
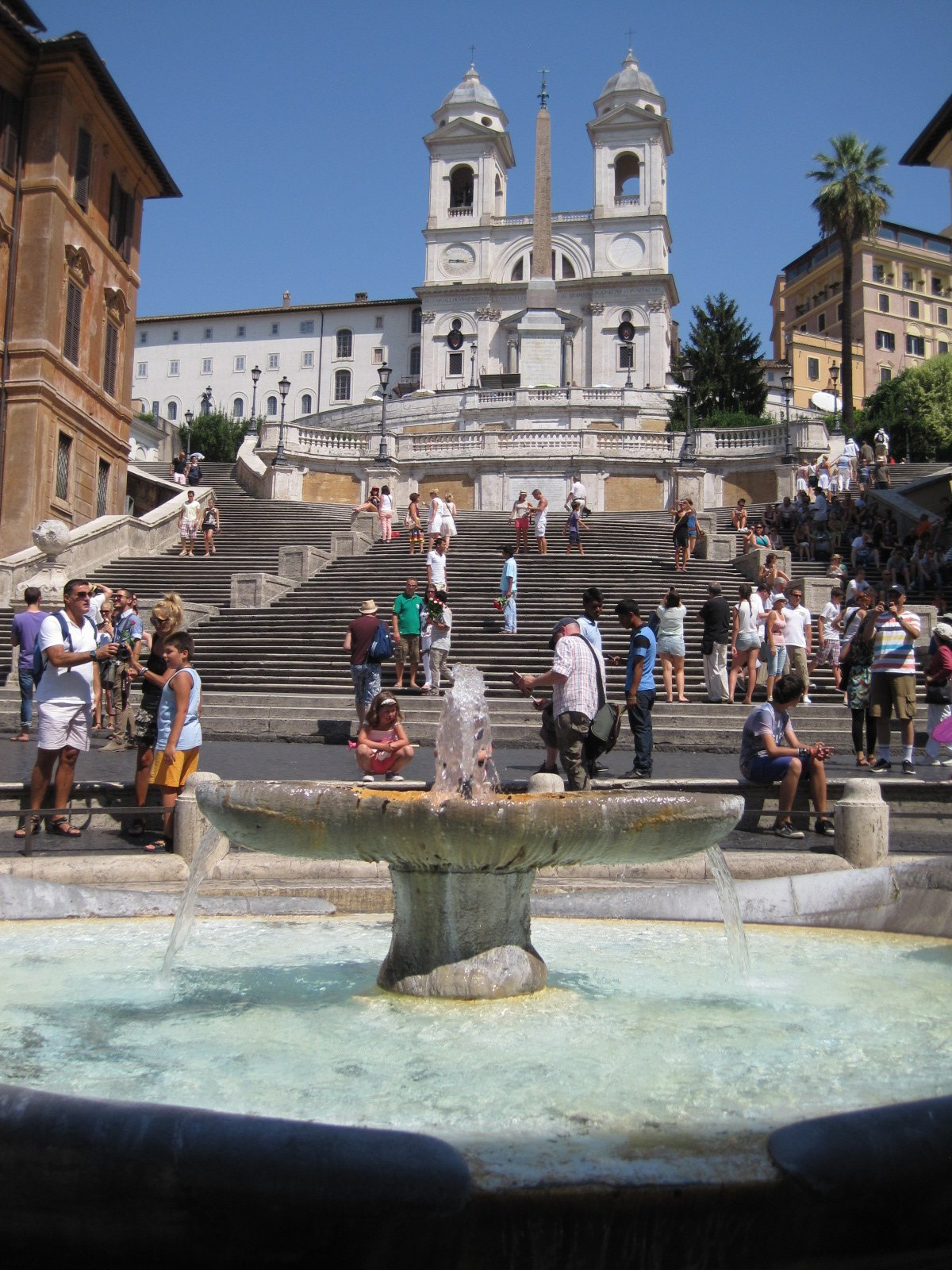
Spanska trappan vid Santissima Trinità dei Monti
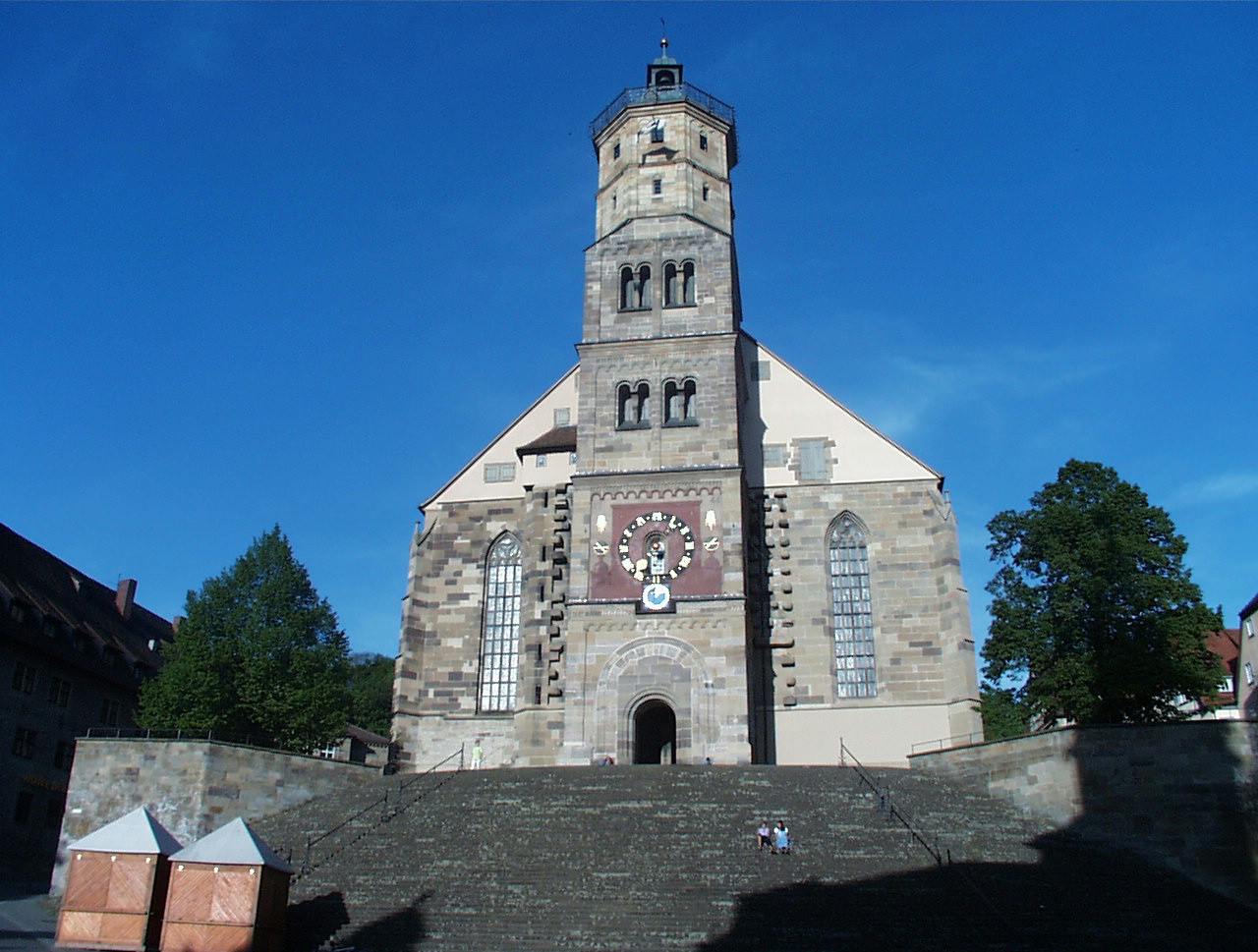
Freilichtspiele Schwäbisch Hall
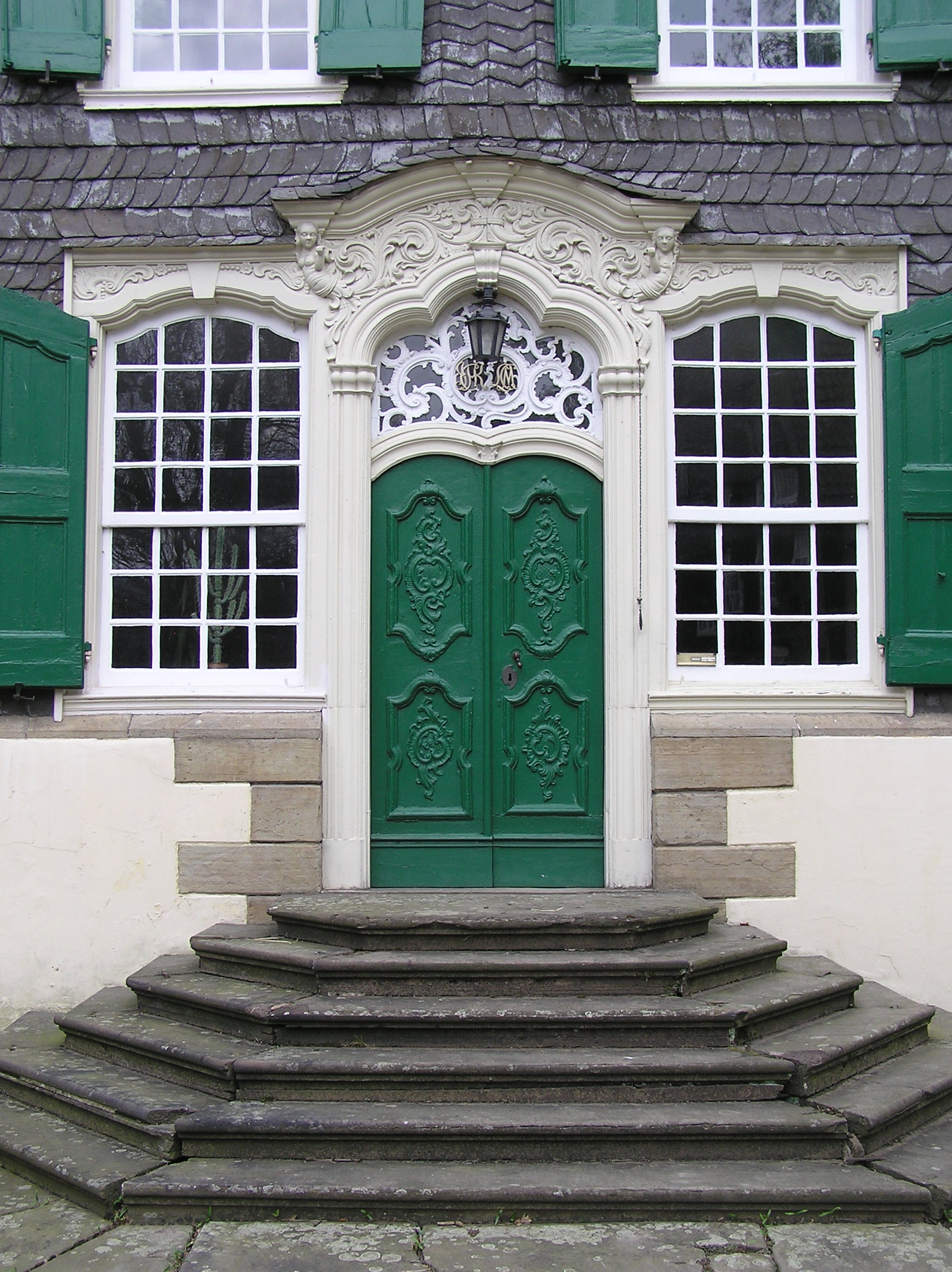
En trappa vid ingången till Haus Harkorten i Hagen, Tyskland
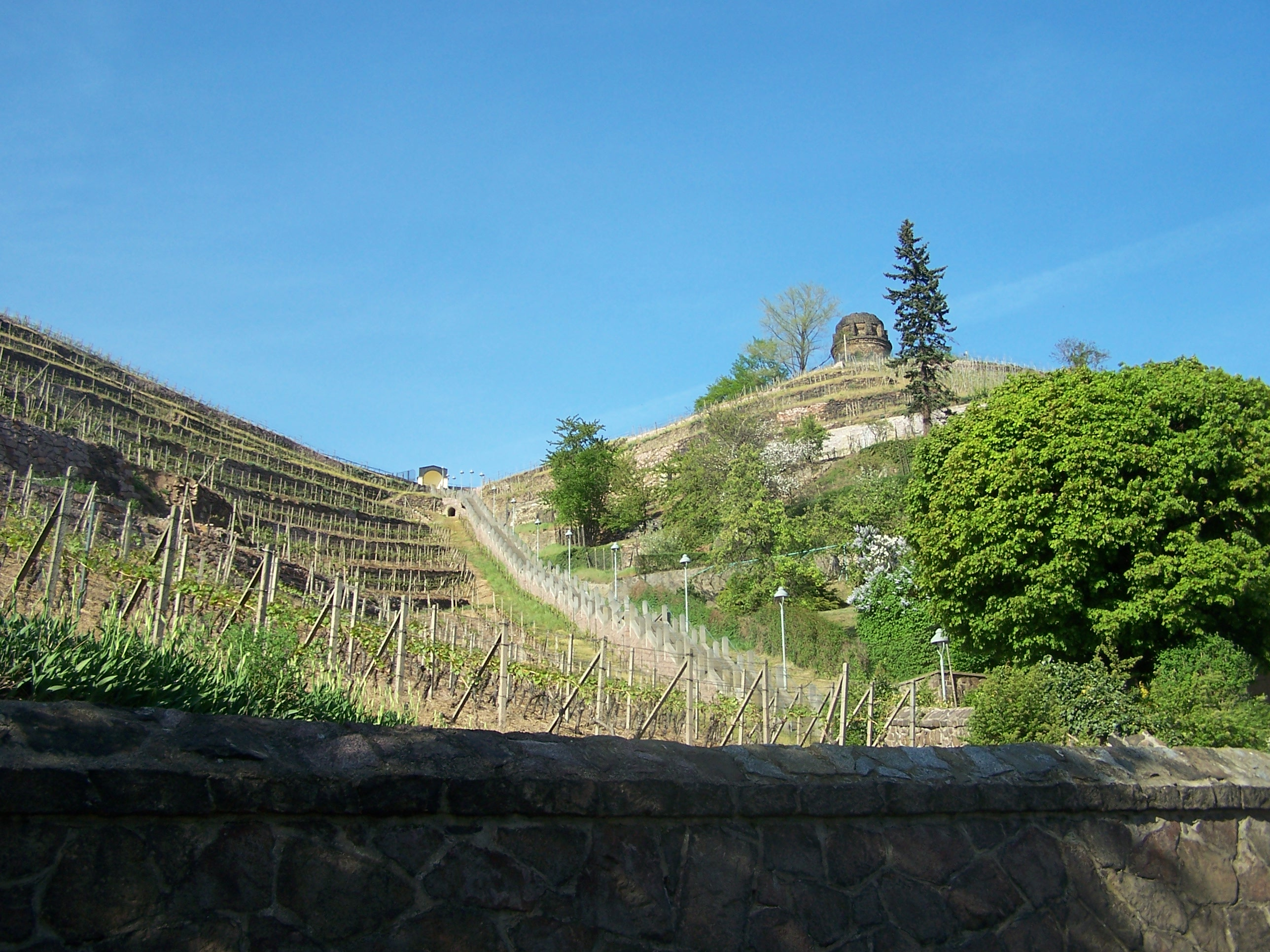
The Spitzhaustreppe trappan vid Radebeul leder genom vingården upp till Lößnitzhöhe. Den slutar vid Bismarcktornet nära Spitzhaus.
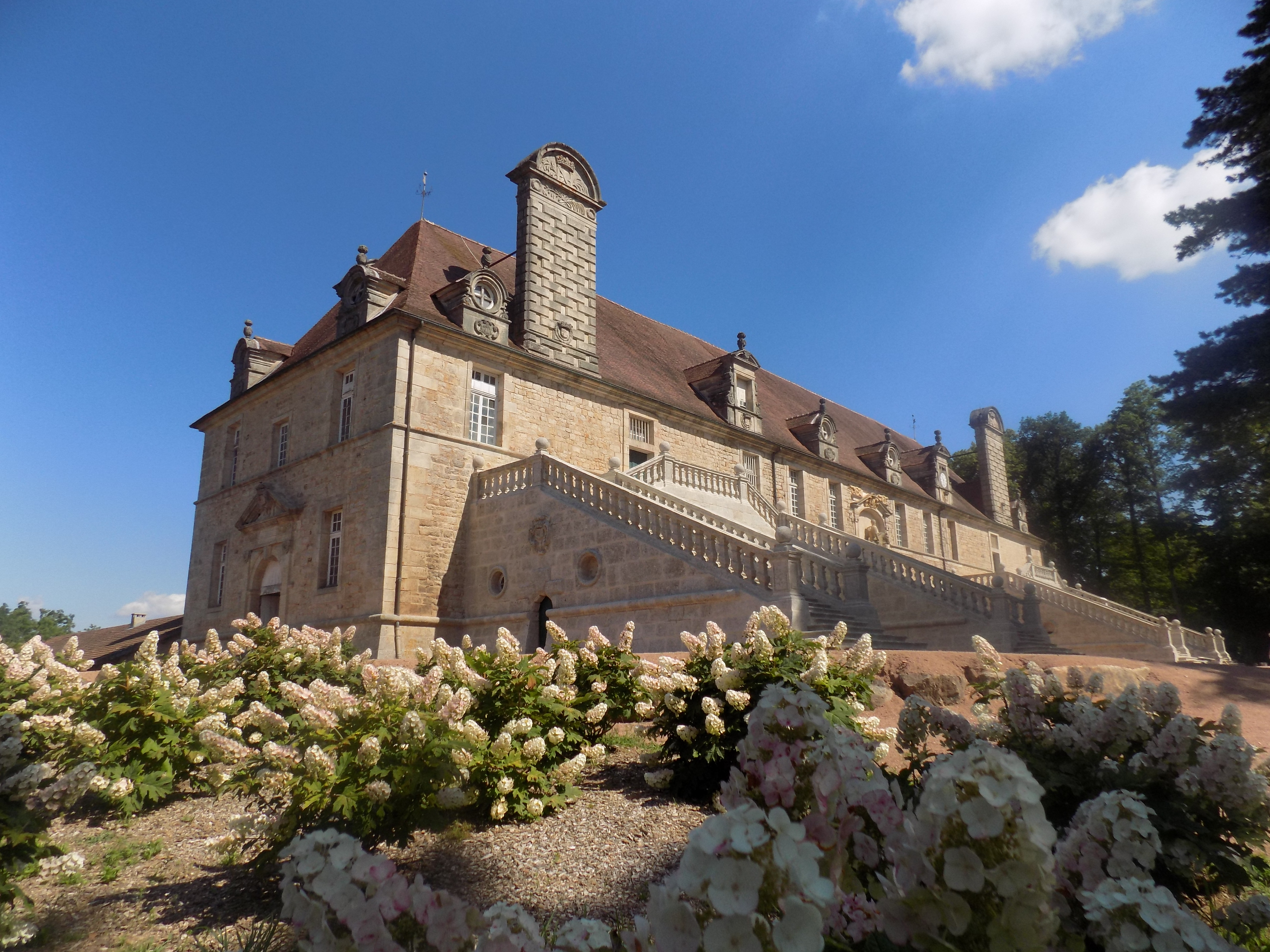
Två trappor leder till övervåningen i François Blondel's stall från 1652 på Château de Chaumont-la-Guiche, Frankrike